# Seznam islandskih rokometašev
Seznam islandskih rokometašev.

## A
- Kristján Arason
- Arnór Atlason

## G
- Logi Geirsson
- Alfreð Gíslason
- Snorri Guðjónsson
- Guðmundur Þórður Guðmundsson
- Hreiðar Guðmundsson
- Ólafur Guðmundsson
- Róbert Gunnarsson
- Björgvin Páll Gústavsson

## H
- Ásgeir Örn Hallgrímsson

## I
- Ingimundur Ingimundarson

## J
- Sverre Andreas Jakobsson

## P
- Aron Pálmarsson

## S
- Guðjón Valur Sigurðsson
- Sigfús Sigurðsson
- Ólafur Stefánsson
- Vignir Svavarsson